# The Cloudy Dreamer
『The Cloudy Dreamer』（ザ・クラウディー・ドリーマー）は、OLIVIAの5枚目のミニアルバム。2007年1月17日にcutting edgeよりリリースされた。

## 解説
- OLIVIA inspi' REIRA（TRAPNEST）名義でリリースされたシングル「a little pain」、「Wish」（英語歌詞）を含む、2004年リリースの『The Lost Lolli』以来のアルバム作品。
- CD、CD+DVDの2形態で発売。DVDには「Stars shining out」のプロモーションビデオの他に、2006年7月25日にShibuya O-WESTで行われたライブ「OLIVIA LIVE 2006 “Tears & Rainbows”」のダイジェスト映像を収録。

## 発売形態
- 【CDのみ】
  - CTCR-14511
  - 初回限定特典：OLIVIA's “ART & PHOTO” mini book
- 【CD+DVD】
  - CTCR-14510/B
  - 初回限定特典：OLIVIA's “ART & PHOTO” poster

## 収録曲

### CD
全曲作詞・作曲（1〜7）：OLIVIA
1. If you only knew
  - 作曲・編曲：Jeffrey Lufkin
  - 韓国ドラマ「雪の女王」挿入曲
2. Stars shining out
  - 作詞：青木カレン／作曲/rui・OLIVIA編曲：rui・Kansei
  - 日本テレビ系「音楽戦士 MUSIC FIGHTER」1月度POWER PLAY
3. Dream Catcher
  - 作詞：Chazne／作曲：rui・OLIVIA／編曲：rui・kansei
  - 日本テレビ系深夜ドラマ「地獄少女」主題歌
4. Who's gonna stop it?
  - 作曲・編曲：Murochin・Azuma Sakamoto・Yoshiyuki Watabe・Jeffrey Lufkin
5. Cloudy World
  - 作詞：Karen Aoki／作曲・編曲：Jeffrey Lufkin
6. Cut me free
  - 作曲・編曲：Jeffrey Lufkin
7. Wish（English ver.）
  - 作曲：rui・OLIVIA／編曲：rui・kansei／ストリングス編曲：十川知司
  - 日本テレビ系アニメ「NANA」オープニングテーマ
8. a little pain
  - 作詞：川村真澄／作曲：山口寛雄／編曲：十川知司
  - 日本テレビ系アニメ「NANA」エンディングテーマ

### DVD
1. 「Stars shining out」 music clip
-Live at Shibuya O-WEST 25th July 2006-
2. Alone in our Castle
3. let go
4. a little pain
5. SpidERSpins
6. Devil's in me